# جنبش غدر
جنبش غدر (انگلیسی: Ghadar Movement) یا حزب غدر (به انگلیسی: Ghadar Party) یک جنبش سیاسی بین‌المللی در اوایل قرن بیستم بود که توسط مهاجران پنجابی برای سرنگونی حکومت بریتانیا بر هند پایه‌گذاری شد. بسیاری از بنیان‌گذاران و رهبران حزب غدر، از جمله سوهان سینگ باخنا، بعدها به جنبش ببر اکالی پیوستند و در زمینهٔ تدارکات و همچنین انتشار روزنامه، به آن کمک کردند. آغاز این جنبش در میان انقلابیونی بود که در ساحل غربی ایالات متحده آمریکا و کانادا زندگی و کار می‌کردند، و سپس این جنبش به هند و دیگر جوامع مهاجر هندی در سراسر جهان گسترش یافت. تاریخ رسمی بنیان‌گذاری آن به گردهمایی ۱۵ ژوئیه ۱۹۱۳ در آستوریا، اورگن بازمی‌گردد، و نخستین انشعاب آن در سال ۱۹۱۴ رخ داد: شاخه‌ای با اکثریت سیک‌ها با عنوان «غدر پنجاب آزاد» و شاخه‌ای با اکثریت هندوها با عنوان «غدر هند». مقر اصلی حزب «غدر پنجاب آزاد» و دفتر نشریات ضد استعماری آن در گردوارهٔ استاکتن در ایالت کالیفرنیا بود، و مقر حزب «غدر هند» و روزنامهٔ آن به اوکلند، کالیفرنیا منتقل شد.
در جریان جنگ جهانی اول در سال ۱۹۱۴، حزب غدر که متشکل از انقلابیون هندی بود، با آلمان متحد شد، چرا که هر دو با امپراتوری بریتانیا مخالفت داشتند. آلمان این انقلابیون را متحدان راهبردی خود در برابر بریتانیا می‌دانست. هدف مشترک آن‌ها تضعیف کنترل بریتانیا بر هند از طریق راهبردی چندوجهی بود: تهاجم هماهنگ به هند بریتانیا از مسیر افغانستان، تأمین منابع برای تقویت جنبش استقلال هند، و نشر تبلیغات برای تحریک شورش در میان نیروهای ارتش هند بریتانیا. در پی این برنامه، شماری از اعضای حزب غدر به پنجاب بازگشتند تا انقلابی مسلحانه برای استقلال هند را آغاز کنند. این شورش که به نام «شورش غدر» شناخته شد، شامل قاچاق سلاح به هند و تشویق سربازان هندی به شورش علیه بریتانیا بود. این تلاش در نهایت ناکام ماند و در پی دادگاه پرونده توطئه لاهور، ۴۲ تن از شورشیان اعدام شدند. با این‌حال، اعضای غدر بین سال‌های ۱۹۱۴ تا ۱۹۱۷ با حمایت آلمان و امپراتوری عثمانی به فعالیت‌های زیرزمینی ضد استعماری ادامه دادند. این دوره با نام «توطئه هندو–آلمانی» شناخته می‌شود و در سال ۱۹۱۷ با یک محاکمه پرآوازه در سان‌فرانسیسکو پایان یافت.
پس از پایان جنگ، حزب غدر در آمریکا دچار دو دستگی شد: شاخه‌ای کمونیست و شاخه‌ای سوسیالیست هندی. این حزب در سال ۱۹۴۸ به‌طور رسمی منحل شد. از چهره‌های برجستهٔ این جنبش می‌توان به ک. بی. منون، سوهان سینگ باخنا، موا سینگ لوپوکه، بهائی پرمانند، ویشنو گانش پینگل، بهاگوان سینگ گیانی، هار دیال، تارک نات داس، بهاگت سینگ تیند، کرتار سینگ سرابها، اودهام سینگ، عبدالحفیظ محمد برکت‌الله، راشبِهاری بوس، ایشَر سینگ گیل و گلاب کور اشاره کرد. ایده‌های شورشی حزب غدر بر بسیاری از اعضای جنبش استقلال هند که مخالف روش عدم خشونت گاندی بودند تأثیر گذاشت. برای اجرای فعالیت‌های انقلابی دیگر، مکان‌هایی مانند «خانهٔ خادمان هند» در ونکوور و «خانهٔ هند متحد» در سیاتل تأسیس شد.
در سال ۱۹۱۴، کاسی رام جوشی از ایالت هاریانا، که یکی از اعضای حزب بود، از آمریکا به هند بازگشت. او در ۱۵ مارس ۱۹۱۵ به‌دست دولت استعماری بریتانیا اعدام شد. هار دیال، یکی از بنیان‌گذاران حزب، در مارس ۱۹۱۹ با انتشار نامه‌ای سرگشاده در روزنامه‌های هند، تمام ارتباط خود را با حزب قطع کرد و از دولت بریتانیا درخواست عفو نمود.